# Oude Haagweg

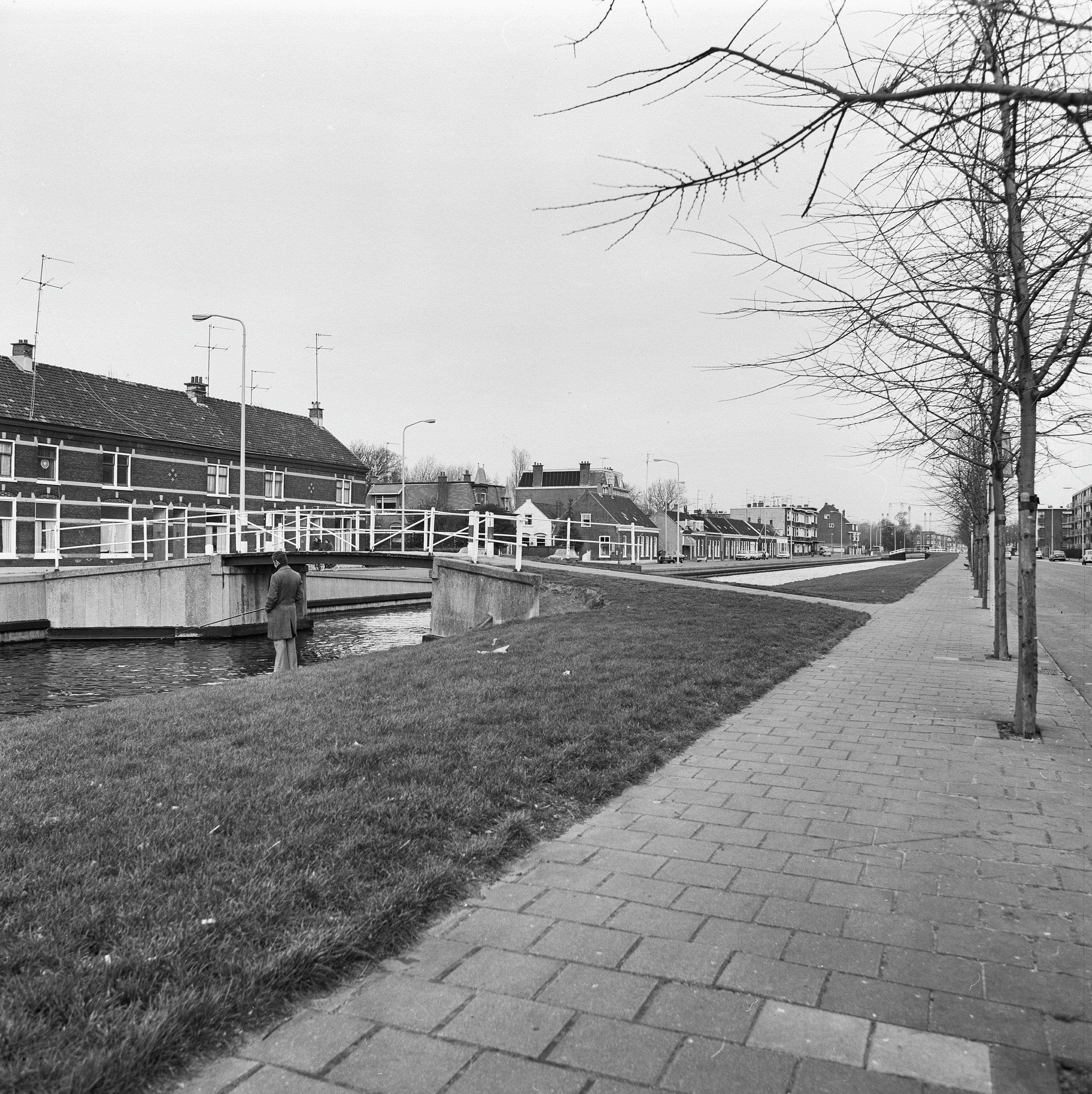
Oude Haagweg met in het midden de Loosduinse vaart.

De Oude Haagweg (tot 1967 ook bekend als de Haagweg) is een verkeersweg in Den Haag. Deze is onderdeel van een eeuwenoude verbinding die van Monster naar Den Haag voert. De verbinding is niet geheel vrij (meer) voor snelverkeer: het Loosduinse Hoofdplein is voetgangersgebied en het Westeinde kent eenrichtingsverkeer. Ten oosten van de Oude Haagweg gaat deze over in de Loosduinseweg/-kade en dan door tot het Binnenhof. Ten westen gaat deze over in de Loosduinse Hoofdstraat en dan via Loosduinen door naar Monster.

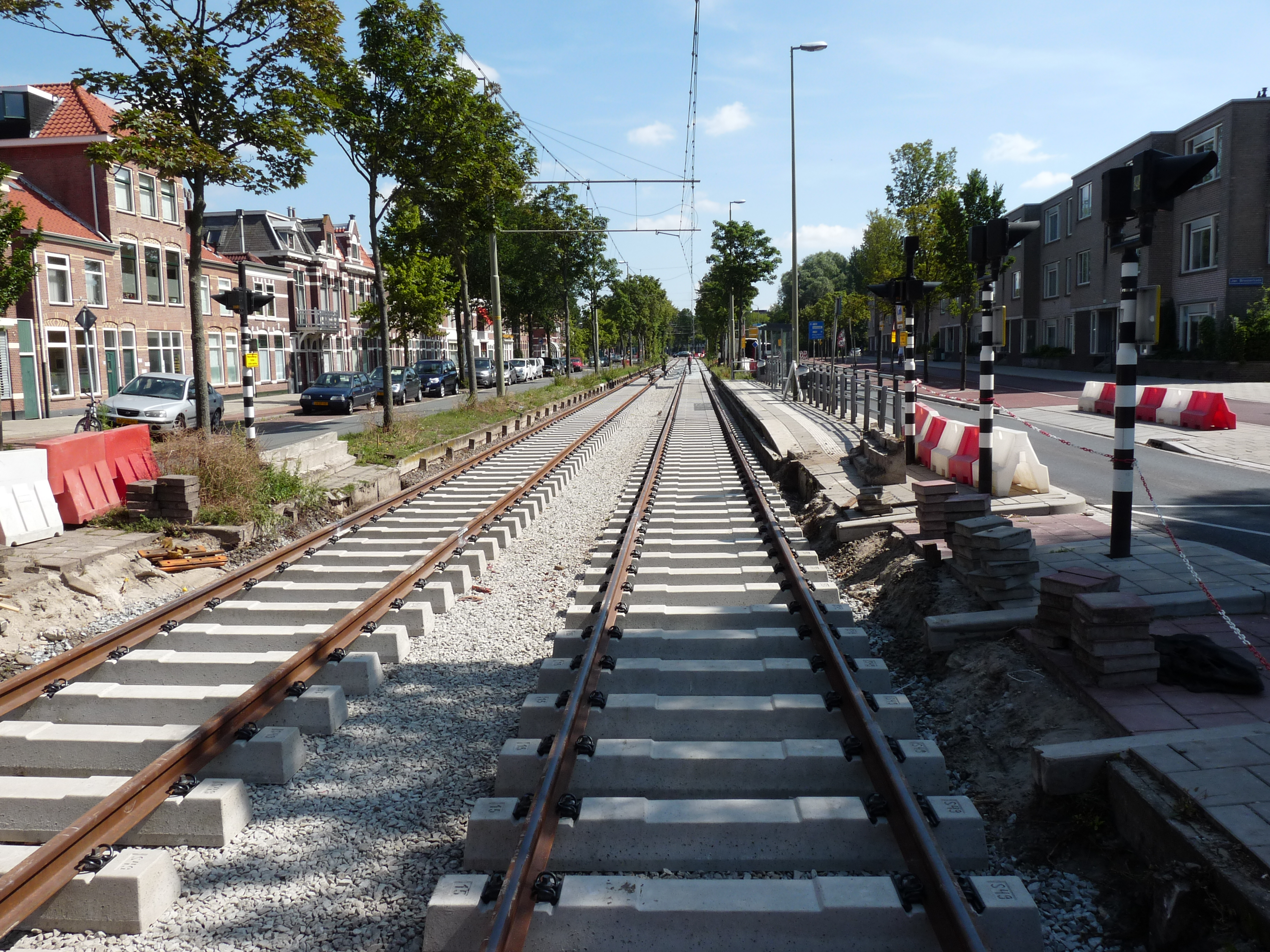
Sporen van lijn 2 bij de halte Buitentuinen

## Infrastructuur
De weg loopt deels langs van de Loosduinsevaart die rond 1650 werd gegraven. Begin jaren 80 zijn verschillende delen van de vaart echter gedempt. Ter hoogte van de Kamperfoeliestraat ligt een verkeersbrug over de vaart en verder zijn er enkele voetgangersbruggen.
Over deze weg liep tussen 1882 en 1928 de tramlijn Den Haag - Loosduinen. Op een deel van het traject rijdt sinds 1983 tramlijn 2.

## Directe omgeving
Tot 1975 was het gedeelte bij de wijk Waldeck nog een tuinbouwgebied; vanwege de behoefte aan nieuwe woningen besloot de gemeente Den Haag het gebied te bebouwen en de tuinders werden verhuisd naar de Oostmadepolder. Tot 1980 was de eerste bandenfabriek van Vredestein aan de Oude Haagweg gevestigd, die aan duizenden mensen een arbeidsplaats bood.

### Begraafplaatsen

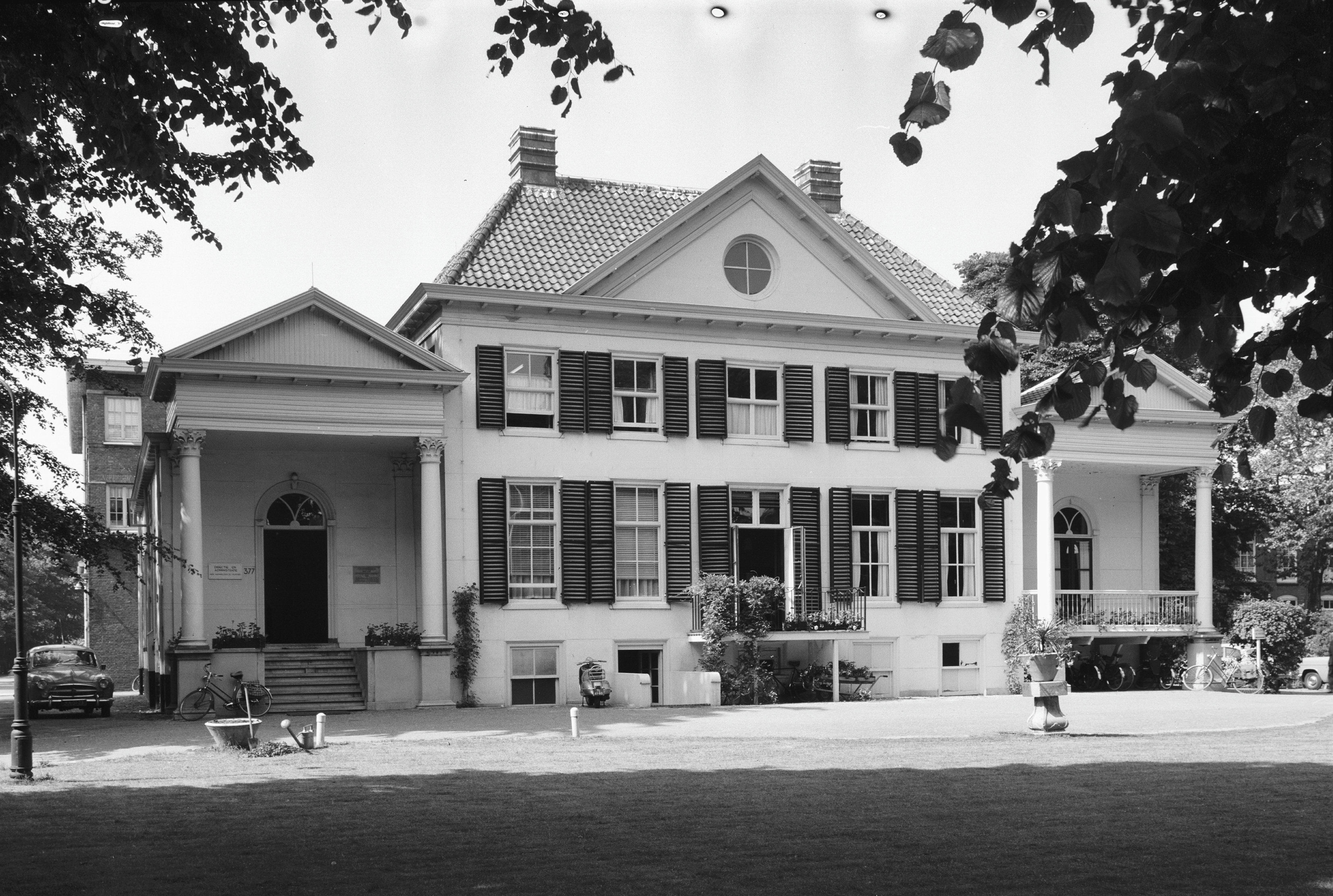
Landhuis op landgoed Oud Rozenburg.

Aan de Oude Haagweg liggen de begraafplaatsen Oud Eik en Duinen en sinds 1891 ook Nieuw Eykenduynen. 

### Buitenplaatsen
Langs de Haagweg lagen vroeger boerderijen en enkele buitenplaatsen. Zo ligt Landgoed Rosenburg (soms ook Rozenburg genoemd) vlak bij de kern Loosduinen. Het werd rond 1775 gesticht door de familie Hooft, die er drie generaties woonde. De kleinzoon Gerrit Hooft was van 1813-1816 burgemeester van Loosduinen. In 1825 werd het huis verbouwd in classicistische stijl. In 1895 werd het landgoed een tehuis voor zwakzinnigen. Het wordt beheerd door Stichting Parnassia. Eind 20ste eeuw werd het huis gerenoveerd.
Het huis van de buitenplaats Rusthoek werd in 1877 gesloopt en de grond werd verkocht aan tuinders, net als de landerijen van de familie Waldeck.

### Tuinderswoning

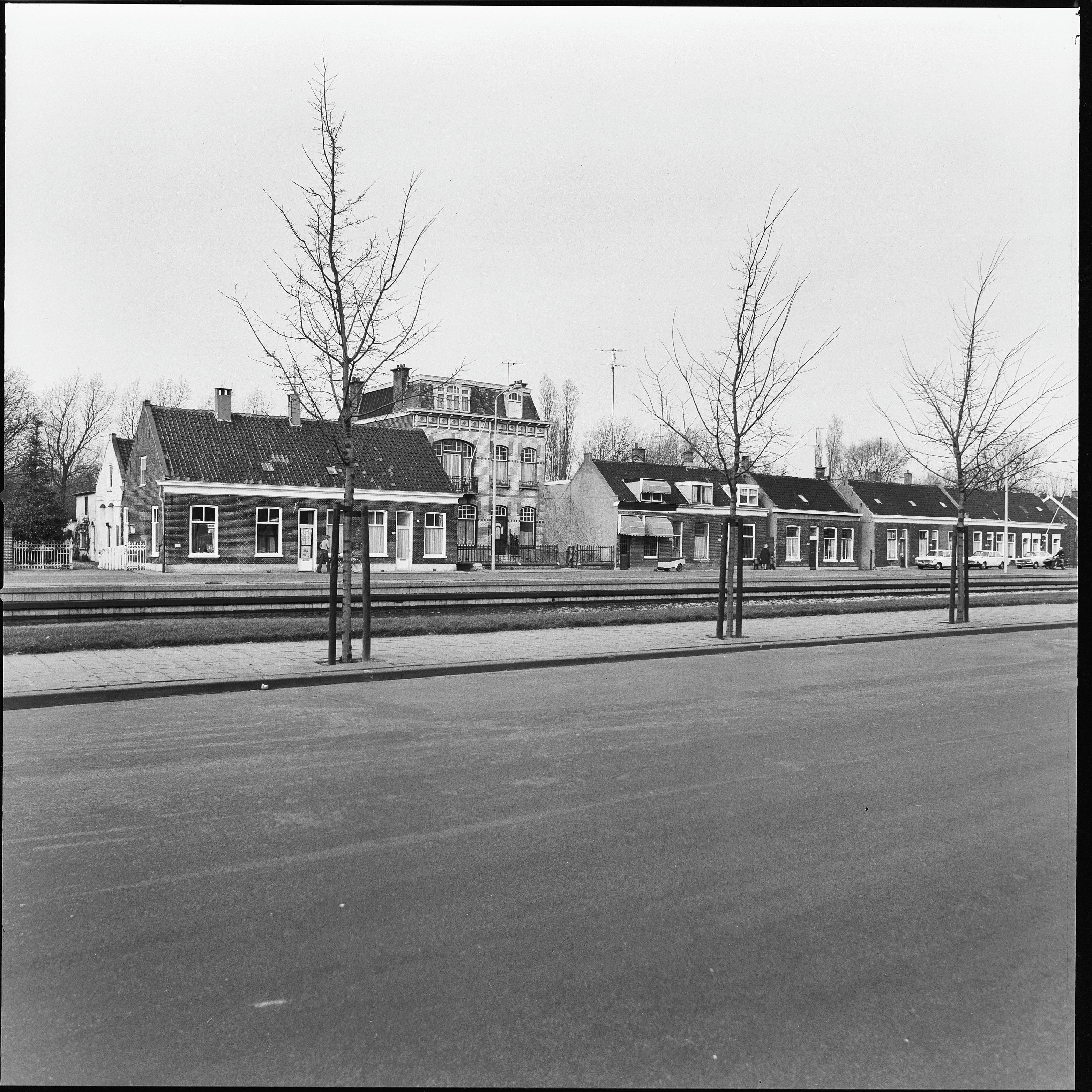
Tuinderwoning met naastgelegen daglonerswoningen.

Op nummer 725 staat een rijksmonument: een vrijstaande voormalige tuinderswoning, gebouwd in 1907 naar het art-nouveau-ontwerp van aannemer J. van Rossum. Opdrachtgever was de tuinder E. Flinterman. De woning wordt geflankeerd door de daglonerswoningen voor de arbeiders die in de tuinderij werkzaam waren.